# Stazione di Togashira
La stazione di Togashira (戸頭駅?, Togashira-eki) è una stazione ferroviaria di Toride, città della prefettura di Ibaraki e servita dalla linea Jōsō delle Ferrovie del Kantō.

## Linee
Ferrovie del Kantō
● Linea Jōsō

## Struttura
La stazione è dotata di due marciapiedi laterali con due binari passanti in superficie. Il secondo binario è collegato al fabbricato viaggiatori da un sottopassaggio, con ascensore.
| 1 | ■ Linea Jōsō | per Toride                         |
| 2 | ■ Linea Jōsō | per Moriya, Mitsukaido e Shimodate |

## Stazioni adiacenti
| «          | Servizio      | »             |
| Linea Jōsō | Linea Jōsō    | Linea Jōsō    |
| ---------- | ------------- | ------------- |
| Inatoi     | Locale Rapido | Minami-Moriya |